# ایوان راس
ایوان روس (انگلیسی: Evan Ross؛ زادهٔ ۲۶ اوت ۱۹۸۸) یک هنرپیشه، و نوازنده اهل ایالات متحده آمریکا است. وی از سال ۲۰۰۵ میلادی تاکنون مشغول فعالیت بوده‌است. از فیلم هایی که وی در آن نقش داشته می‌توان عطش مبارزه: زاغ مقلد - بخش ۱، با توجه به گرتا، همه بیابان و جف،کسی که در خانه زندگی می‌کند را نام برد .